# 캄 데 라 인두스트리아
캄 데 라 인두스트리아(카탈루냐어: Camp de la Indústria ˈkam də lə inˈdustɾiə], 인두스트리아 가의 구장), 혹은 캄포 데 라 카예 인두스트리아(스페인어: Campo de la calle Indústria)은 스페인 카탈루냐 주 바르셀로나에 있었던 다목적 경기장이다. 이 경기장은 본래 바르셀로나의 안방이었다. 이후 1922년부터 바르셀로나는 캄 데 레스 코르츠로 둥지를 옮겼다. 이 경기장의 수용 인원은 6,000명이었다.